# Дурнишник обыкновенный
Дурни́шник обыкнове́нный, или Дурнишник зобови́дный (лат. Xánthium strumárium) — однолетнее травянистое растение, вид рода Дурнишник (Xanthium) семейства Астровые (Asteraceae).
Ядовит. Применяется как лекарственное растение.

## Распространение и экология
В диком виде произрастает в Европе, Северной Америке, умеренных районах Азии (южная Сибирь), России, на Кавказе, в Средней Азии. Распространилось и натурализировалось в Африке, Австралии, Океании и Южной Америке.
Растёт на влажной песчаной почве по берегам рек и канав, у заборов, дорог, по пустырям, мусорным местам, в посевах хлопчатника и других культур.

## Ботаническое описание

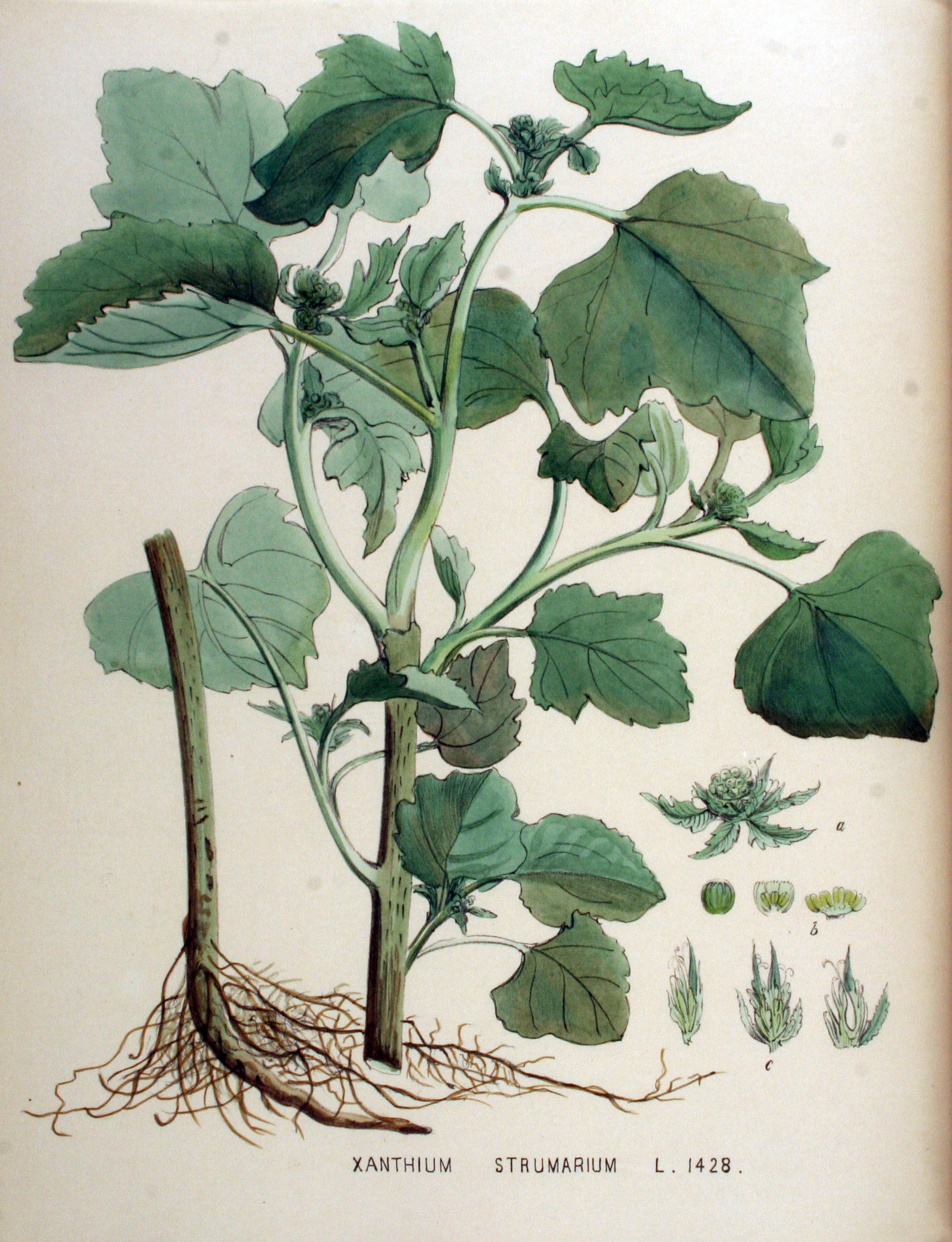

Стебель прямой, жёсткий, ветвистый, реже простой, серовато-зелёный или красноватый, коротко шершаво-волосистый. Высота 30—120 см.
Листья сердцевидные, трёх—пятилопастные, по краям неравно крупнозубчатые, с черешками, сверху зелёные, снизу светло-зелёные, до 10 см длиной.
Цветки образуют однодомные и однополые головки, собранные в колосовидные пазушные соцветия. В верхней части общего соцветия располагаются корзинки с мужскими цветами, в нижней — с женскими. Мужские головки — пятицветковые, женские — двуцветковые.
Соплодия 1—2 см в диаметре, цепкие, образуются из корзинок в результате разрастания и одревесневания обёртки.
Цветёт в июле-сентябре, семянки созревают в сентябре — октябре.

## Значение и применение

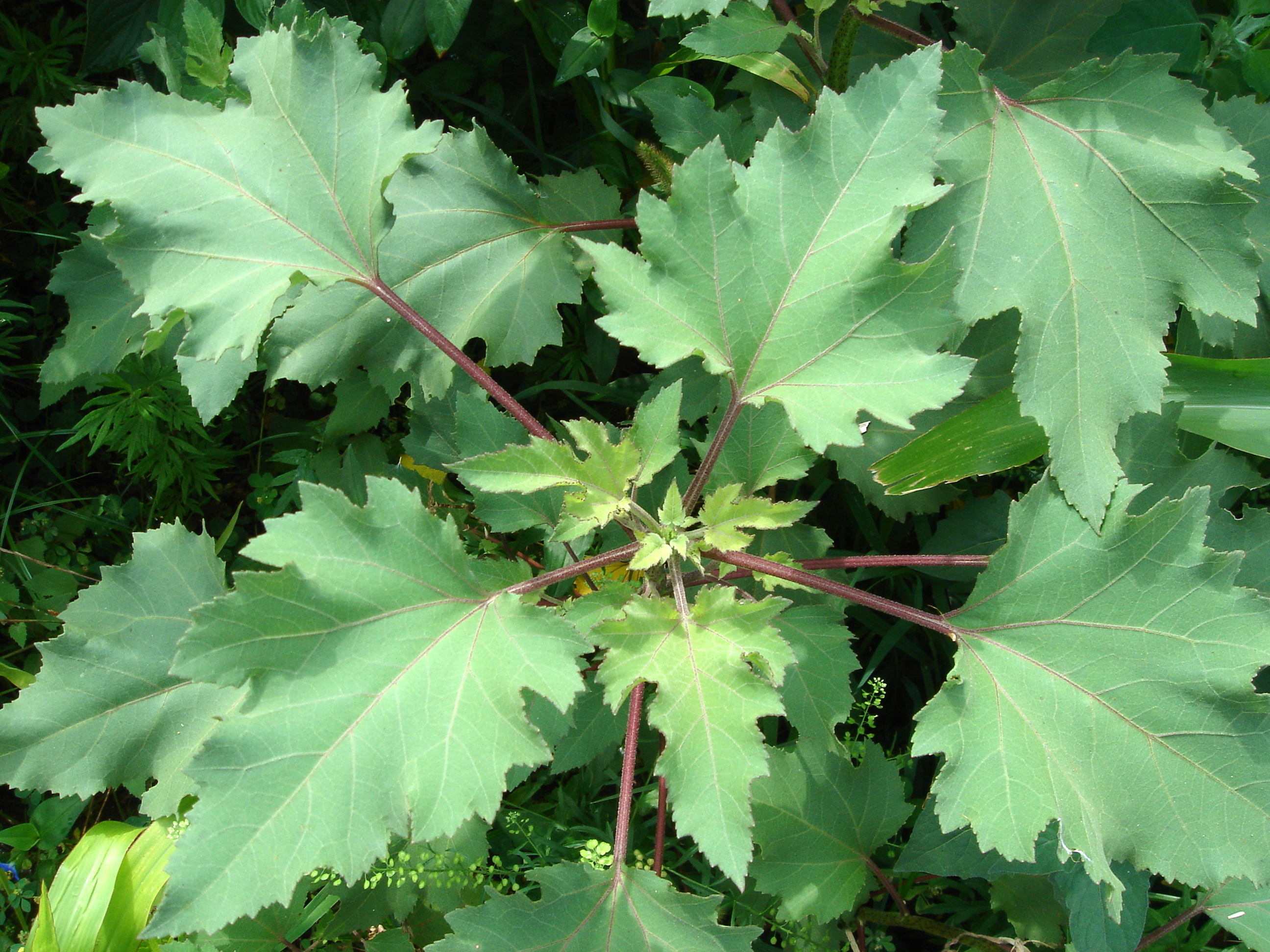
Листья

Химический состав изучен недостаточно. Листья содержат сравнительно много йода, алкалоид и аскорбиновой кислоты (около 31,8 мг%). Семена содержат жирное масло, смолы, гликозид ксантострумарин и йод.
Растение способствует уменьшению щитовидной железы при зобе и обладает антисептическим, фунгицидным, противовоспалительным, слабым обезболивающим, потогонным и жаропонижающим действием.
Отвар плодов («семян») и корней и всего растения принимают при поносе и кровавом поносе (дизентерии). Растение с успехом применяют при зобе, особенно в тех местах, где это заболевание распространено (в Закарпатской Украине, Забайкалье, некоторых районах Кавказа).
В Средней Азии сок листьев пьют при астме, спазмах в горле и при геморрое.
Сок травы и её отвар употребляют как наружное средство при отёках горла, детской крапивнице, золотухе и различных заболеваниях кожи: лишаях, угрях, сыпях.
В китайской народной медицине растение применяют как жаропонижающее, потогонное, успокаивающее средство при ревматизме и переохлаждениях. Плоды употребляют в виде мазей при экземе, зудящих сыпях, чесотке и укусах насекомых.
Дурнишник обыкновенный — ядовитое растение, поэтому его внутреннее применение требует осторожности.
С лечебной целью используют листья, стебли, корни растения. Листья и стебли заготавливают в июле-августе, плоды в сентябре-октябре, корни поздней осенью.

### В животноводстве
Созревшие плоды благодаря наличию кручковато-загнутых шипиков легко цепляются к руну овец. Молодые растения опасны для поросят, гусят, кур, овец и крупного рогатого скота. Для свиней опасен и жмых, содержащий примесь семян дурнишника. Зрелые растения жесткие и не поедаются животными.

## Таксономия
В рамках вида выделяют три подвида:
- Xanthium strumarium subsp. brasilicum (Vell.) O.Bolòs & Vigo
- Xanthium strumarium subsp. sibiricum (Patrin ex Widder) Greuter
- Xanthium strumarium subsp. strumarium